# Panzerzug Korfanty
Der Panzerzug Korfanty war ein improvisierter polnischer Panzerzug während des dritten schlesischen Aufstandes von 1921.

## Geschichte
Als am 2. Mai 1921 der dritte schlesische Aufstand begann, setzten die Aufständischen eine größere Anzahl an Panzerzügen ein, darunter auch den Panzerzug Korfanty. Dieser wurde am 8. Mai aus Teilen des Panzerzug Piłsudczyk zusammengestellt und in Dienst genommen. Ab dem 1. Juni erhielt er die Nummer 1 und wurde Teil der 1. Panzerzugdivision mit der Bezeichnung Pociąg pancerny 1 „Korfanty“ (kurz: P.P., deutsch: Panzerzug).

## Technische Daten

### Lokomotiven
Die genutzte Dampflokomotive des Panzerzug Korfanty war eine Preußische T 16. Sie wurde 1914 bei der Berliner Maschinenbau mit der Werksnummer Schwartzkopff 5546/1914 hergestellt. Bei den Preußische Staatseisenbahnen wurde sie unter der Seriennummer Magdeburg 8110 geführt. Nach dem Ersten Weltkrieg wurde sie an Polen übergeben und erhielt die Seriennummern TKw1-?. In Polen wurde die Dampflokomotive nur am Führerstand und dem Kessel gepanzert.

### Artilleriewagen
Der Panzerzug Korfanty verfügte über einen Artilleriewagen. Dieser zweiachsige Artilleriewagen war ursprünglich ein gedeckter Güterwagen aus Holz mit der Seriennummer Ommku 111651 Er wurde mit Eisenplatten gepanzert und verfügte über eine russische 7,62-cm-Kanone in der Stirnseite des Wagens und eine 3,7-cm-Kanone.

### Sturmwagen
Weiterhin verfügte der Panzerzug Korfanty über zwei Sturmwagen. Diese waren für den Transport von Infanterie vorgesehen, welche ausbooten und den Feind angreifen konnten. Der Sturmzug wurde in diesem Panzerzug sieben schweren russischen und britischen Maschinengewehren ausgerüstet. Beide Sturmwagen waren ehemalige gedeckte Güterwagen mit zwei Achsen. Sie wurden mit Beton gepanzert und im Inneren mit Holz verkleidet. Beide Wagen wurden im Januar 1919 in Nowy Sącz umgebaut und erstmals im Panzerzug Wilk eingesetzt.

### Abstoßwagen
Am Anfang und am Ende des Zuges befanden sich je ein zweiachsiger Flachwagen, welche als Abstoßwagen genutzt wurden. Der vordere hatte die Seriennummer M90318 und der hintere die Ss 20250.

## Einsatz
Am 9. Mai, einen Tag nach der Aufstellung, wurde der Panzerzug zur Unterstützung von Truppen unter dem Kommando von Hauptmann Cymsa beim Angriff auf Kędzierzyn eingesetzt. In diesem Gefecht trug er wesentlich zur Eroberung der Stadt bei und schaffte es, einen deutschen Panzerzug zum Rückzug zu zwingen. Dennoch erlitt der Panzerzug mehrere Treffer, wodurch es zu Schäden und Verlusten unter der Besatzung kam. Darunter auch der stellvertretende Zugkommandant Leutnant Władyslaw Klamrowski. Am 13. Mai wurde der Panzerzug durch weitere Wagen des Panzerzug Piłsudczyk und Panzerzug Wilk verstärkt. Am 22. Mai wurden diese jedoch wieder abgezogen und nach Ząbkowice verlegt.
Vom 20. bis 26. Mai 1921 wurde der Panzerzug Korfanty bei den Kämpfen um Góra Świętej Anny eingesetzt. Hierbei unterstütze er die Infanterie in der Nähe des Dorfes Rozwadza. Ab Juni 1921 operierte der Panzerzug auf der Eisenbahnlinie zwischen Kędzierzyn und Gogolin in der Nähe von Krępna und Żyrowa. Im weiteren Verlauf verlegte sich das Einsatzgebiet immer wieder auf die Eisenbahnstrecken zwischen Kędzierzyn und Birawa, Kędzierzyn und Rudziniec, sowie Kędzierzyn und Raschowa. Dabei unterstütze er sehr erfolgreich die eigene Infanterie und sorgte immer wieder für Verwirrung unter den feindlichen Truppen.
Nach dem Ende des dritten schlesischen Aufstandes wurde der Panzerzug wieder außer Dienst genommen und einige der Wagen zur Wartung und Modernisierung nach Posen geschickt.

## Zugpersonal
- Zugkommandant Leutnant Włodzimierz Abłamowicz (8. Mai – 5. Juli 1921)[1]
- stellvertretender Zugkommandant Leutnant Władyslaw Klamrowski (8. Mai – 9. Mai 1921 (†))[1]
- stellvertretender Zugkommandant Leutnant Andrzej Marecki (9. Mai – 5. Juli 1921)[1]

## Zugzusammensetzung
Die Zusammensetzung des Zuges wird von vorne nach hinten aufgeführt:
- Abstoßwagen (Seriennummer: M90318)
- Artilleriewagen (Seriennummer: Ommku 111651)
- Sturmwagen (Seriennummer: G 142695)
- Panzerlokomotive (Seriennummer: TKw1-?)
- Sturmwagen (Seriennummer: Gg 13334)